# ドリット・ドリッテル
ドリット・ドリッテル（DRITT DRITTEL）は黒木俊介によるソロプロジェクト・リミキサーである。

## 概要
2003年、コーネリアスのリミックス・アルバム「PM」に参加、2009年に1stアルバム「Lektion No.1」をfelicityよりリリース。宅録主体の荒いサウンド・予測のつかない展開・絶妙のコラージュ/ユーモアセンス、徹底的に一人で創り上げる独特の世界観が特徴。またジャケットデザインや文章執筆等もおこなっている。

## ネーミングの由来
ドリット・ドリッテル（DRITT DRITTEL）という名の由来は、「PM」リリースの際、急遽名前をつけることになり、ネーミング辞典という本を見て好きな単語を羅列し、その中の「dritt」と「drittel」を並べたら、「ザ・ドゥルッティ・コラム」 、「スロッビング・グリッスル（」、「リキッド・リキッド」、「キャバレー・ヴォルテール」を足して割ったような語感で気に入った為、と本人がアルバムのライナーノーツの中で語っている。曲名にもニュー・ウェイヴやクラウトロックからの捩りが多く見られる。

## ライブ
ライブに関しては基本的にサポートを入れてバンド編成で行っていて、音源とはまた違った趣向をみせている。サポートメンバーはライブのごとに毎回変わったり演奏中にパートテェンジを頻繁に行ったりと変わった演出が多い。

## ディスコグラフィー
アルバム
- Lektion No.1(2009年)

リミックス
- Spangle call Lilli line / Roam in Octave(DRITT DRITTEL MIX) （2008年）
- コーネリアス「PM」/ another psychedelic point remix（2003年）

コンピレーション
- A felicity SAMPLE 『C.A.P.S.1-BEAT OF THE MOMENT 03"』 (2004年)